# اگلفینگ
اگلفینگ (به آلمانی: Eglfing) یک شهر در آلمان است که در بایرن واقع شده‌است.

## خصوصیات
اگلفینگ ۱۶٫۱۶ کیلومترمربع مساحت دارد ۶۵۲ متر بالاتر از سطح دریا واقع شده‌است.